# رحلة بورفي الطويلة
رحلة بورفي الطويلة (باليابانية: ポルフィの長い旅، بالروماجي: Porufi no Nagai Tabi) هي أحد مسلسلات الأنمي التي عملت عليها نيبون أنيميشن ضمن ما يعرف بمسرح تحف العالم. القصة مأخوذة من رواية لباول-جاك بونزن بعنوان أيتام سيميترا (بالفرنسية: Les Orphelins de Simitra)‏.
بث المسلسل في اليابان ابتداءً من 6 يناير 2008م على شبكة تلفزيون فوجي للبث الفضائي، وعرضت أيضًا على أنيماكس في اليابان، وبلغ عدد حلقات الأنمي 52 حلقة.

## القصة
يعيش بورفي وأخته مينا مع والديهما في قرية سيميترا في اليونان، وتكون حياتهم فيها هادئة سعيدة. يعود الأب من أثينا إلى القرية ليبدأ في إنشاء محل تصليح للسيارات، إلا أن سعادتهم لا تتم إلا ويحدث زلزال يأتي على والديهما، ثم تضيع مينا على بورفي في خضم الجلبة الحاصلة من الزلزال. بعد ذلك يعزم بورفي على إيجاد أخته فيجوب أوروبا باحثا عنها.

## روابط خارجية
- رحلة بورفي الطويلة على موقع IMDb (الإنجليزية)
- رحلة بورفي الطويلة على موقع كينوبويسك (الروسية)
- رحلة بورفي الطويلة على موقع قاعدة بيانات الفيلم (الإنجليزية)
- رحلة بورفي الطويلة على موقع ANN anime (الإنجليزية)